# Pieryszew
Pieryszew – wieś sołecka w Polsce położona w województwie mazowieckim, w powiecie gostynińskim, w gminie Szczawin Kościelny.
Wieś duchowna Pirzyszewo, położona była w drugiej połowie XVI wieku w powiecie gostynińskim województwa rawskiego. Piryszewo było wsią prebendalną płockiej kapituły katedralnej w 1542 roku. W latach 1975–1998 miejscowość administracyjnie należała do województwa płockiego.